# 日本の専修学校一覧
日本の専修学校一覧（にほんのせんしゅうがっこういちらん）は、日本の専修学校における学校記事一覧。

## 地域別の一覧

### 北海道地方
- 北海道専修学校一覧

### 東北地方
- 青森県専修学校一覧
- 岩手県専修学校一覧
- 秋田県専修学校一覧
- 宮城県専修学校一覧
- 山形県専修学校一覧
- 福島県専修学校一覧

### 関東地方
- 茨城県専修学校一覧
- 栃木県専修学校一覧
- 群馬県専修学校一覧
- 埼玉県専修学校一覧
- 千葉県専修学校一覧
- 東京都専修学校一覧
- 神奈川県専修学校一覧

### 中部地方
- 新潟県専修学校一覧
- 富山県専修学校一覧
- 石川県専修学校一覧
- 福井県専修学校一覧
- 山梨県専修学校一覧
- 長野県専修学校一覧
- 岐阜県専修学校一覧
- 静岡県専修学校一覧
- 愛知県専修学校一覧

### 近畿地方
- 三重県専修学校一覧
- 滋賀県専修学校一覧
- 京都府専修学校一覧
- 大阪府専修学校一覧
- 兵庫県専修学校一覧
- 奈良県専修学校一覧
- 和歌山県専修学校一覧

### 中国地方
- 鳥取県専修学校一覧
- 島根県専修学校一覧
- 岡山県専修学校一覧
- 広島県専修学校一覧
- 山口県専修学校一覧

### 四国地方
- 徳島県専修学校一覧
- 香川県専修学校一覧
- 愛媛県専修学校一覧
- 高知県専修学校一覧

### 九州地方
- 福岡県専修学校一覧
- 佐賀県専修学校一覧
- 長崎県専修学校一覧
- 熊本県専修学校一覧
- 大分県専修学校一覧
- 宮崎県専修学校一覧
- 鹿児島県専修学校一覧
- 沖縄県専修学校一覧